# Straža pri Moravčah
Straža pri Moravčah je naselje v Občini Moravče. Ustanovljeno je bilo leta 1985 iz dela ozemlja naselja Drtija. Leta 2015 je imelo 43 prebivalcev.